# Jennifer Tisdale
Jennifer Kelly Tisdale, född 18 september, 1981 i Neptune City, New Jersey, USA, är en amerikansk skådespelare och modell. Jennifer Tisdale är äldre syster till Ashley Tisdale, och även kusin med Ron Popeil.

## Filmografi
| År   | Titel                             | Roll           | Övrigt                               |
| ---- | --------------------------------- | -------------- | ------------------------------------ |
| 2000 | City Guys                         | Cheerleader    | 1 avsnitt                            |
| 2001 | Boston Public                     | Katie Cooper   | 1 avsnitt                            |
| 2001 | Undressed                         | Betsy          | Säsong 5                             |
| 2002 | Raising Dad                       | Erin           | 1 avsnitt                            |
| 2002 | Mr. Deeds                         | Kortläsare     | Framträdande                         |
| 2002 | Ted Bundy                         | Pretty Girl    | Huvudroll                            |
| 2004 | The Hillside Strangler            | Erin           | Medverkar som Jennifer Kelly Tisdale |
| 2004 | Clubhouse                         | Cheerleader    | Pilot                                |
| 2006 | Dark Ride                         | Liz            | Medverkar som Jennifer Kelly Tisdale |
| 2006 | High School Musical : Dance-along | Sig själv      | Cameo framträdande                   |
| 2007 | The Suite Life of Zack and Cody   | Salong tjej #1 | 1 avsnitt                            |
| 2007 | There's Something About Ashley    | Sig själv      | framträdande                         |
| 2007 | Bring It On: In It to Win It      | Chelsea        | Direkt till DVD-film                 |
| 2008 | The House Bunny                   | Phi Mu tjej    | framträdande                         |
| 2008 | The Suite Life on Deck            | Connie         | 1 avsnitt                            |

## Diskografi

### Songs
| År   | Titel                     | Soundtrack                   |
| ---- | ------------------------- | ---------------------------- |
| 2007 | "Don't You Think I'm Hot" | Bring It On: In It to Win It |

### Musikvideor
- 2007: "He Said She Said" av Ashley Tisdale.
- 2008: "Not Like That" av Ashley Tisdale